# Starověké římské náboženství

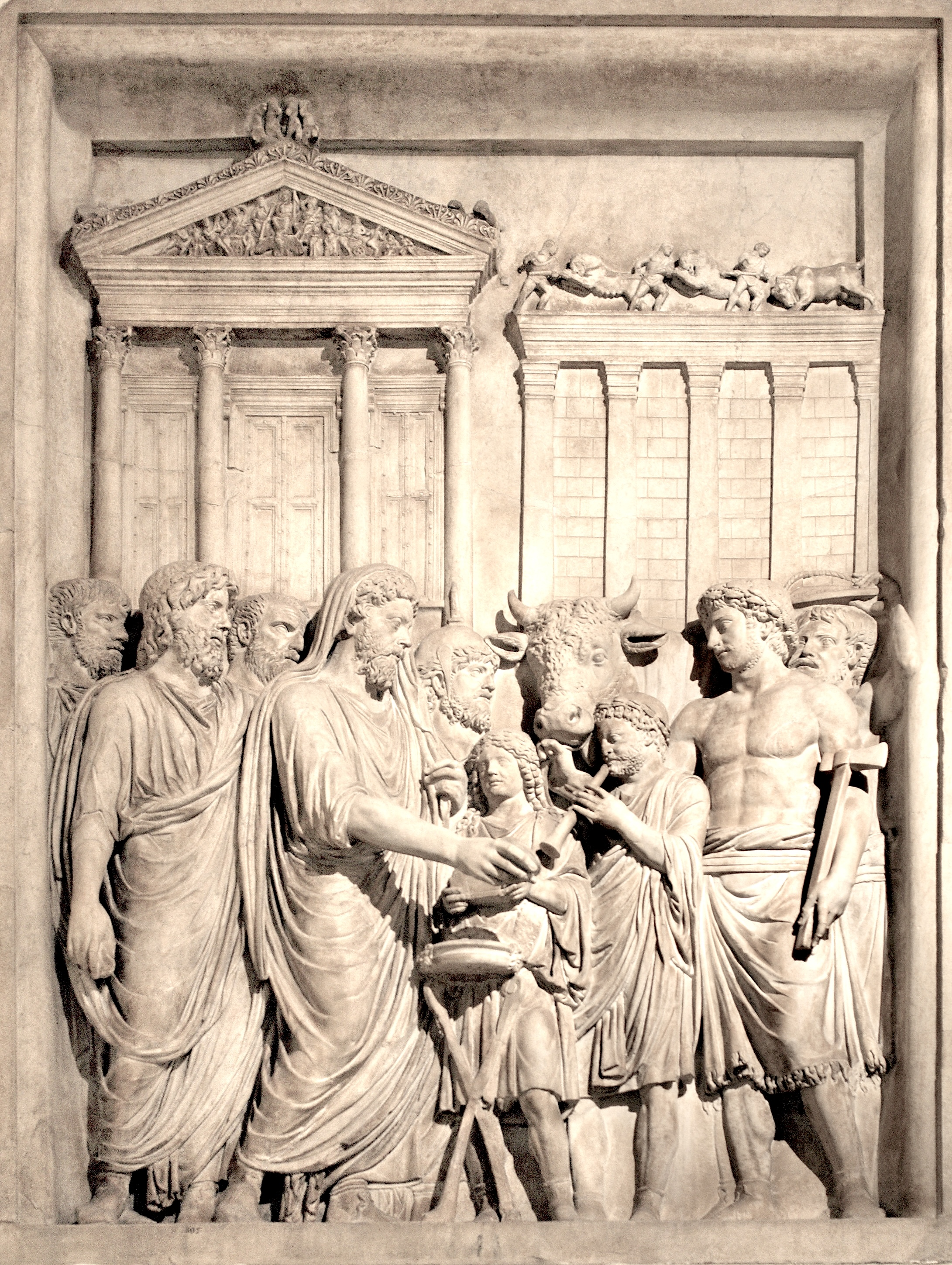
Marcus Aurelius s rodinou obětují z vděčnosti za vítězství proti Germánům u Jovova chrámu na Kapitolu, basreliéf z Vítězného oblouku

Starověké římské náboženství je soubor věrských představ a praktik Římanů od založení Říma do konce starověku. Bylo základem takzvané mos maiorum, „cesty předků“ či „tradice“, a jeho počátky byly spojovány především s vládou legendárního Numy Pompilia, druhého krále Říma. Kromě domácích římských tradic však bylo silně ovlivněno náboženstvím řady dalších národů, na počátku především Řeků a Etrusků. Hledání společného základu mezi římskými a řeckými božstvy vedlo skrze interpretatio graeca k přijetí řecké mytologie a ikonografie v římské literatuře a umění. Stejného původu byl také například kult Apolla. Významný byl také vliv etruského náboženství, především co se týče praktikování augurie – věštěním z letu ptáků.
Římané sami sebe považovali za velmi zbožné a moc své říše připisovali své kolektivní zbožnosti (pietas) udržující dobré vztahy s bohy. Pro toto náboženství je typické velké množství božstev, včetně takových, která nebyla personifikována – numen.
Římští kněží byli původně vybíráni pouze z nejvyšší vrstvy – patriciátu a stejně jako jiní občané se ženili, zakládali rodiny a vedli aktivní politický život. Například Julius Caesar před svým zvolením konzulem získal funkci pontifika maxima – nejvyššího kněze. Významnou pozici zastávali augurové, kteří četli z letu ptáků vůli bohů.
Římské náboženství bylo orientováno prakticky a smluvně v duchu zásady do ut des, „dávám, abys dal“. Jeho správné praktikování bylo založeno na znalosti a správném provedení modliteb, rituálů a obětování, nikoliv na víře či dogmatu. V každém domě byl umístěn oltář určený pro modlitby a úlitby k domácím božstvům – larům a penátům. Na náboženských slavnostech byl také založen římský kalendář. Významnou roli spojenou s římským expanzionismem měl rituál zvaný triumphus – veřejná oslava vojenského úspěchu. Od počátku císařství existoval také důležitý kult císaře.
Během své expanze Římané božstva a kulty podmaněných národů zpravidla přijímali, namísto toho aby se je snažili potlačit. V době nejvyššího rozmachu jejich říše zaujímal významné místo například kult egyptské Isis, frygické Kybelé, galské Epony, perského Mithry či synkretický kult Sol Invictus. Cizího původu byly také mysterijní kulty, které nabízely posmrtnou spásu a jejichž členové se dále účastnili rodinného a veřejného kultu římského náboženství. Uzavřenost mystérií však zároveň mezi konzervativními Římany vzbuzovala podezření z praktikování zlovolné magie a podvratné činnosti.

## Seznam římských bohů a bohyň

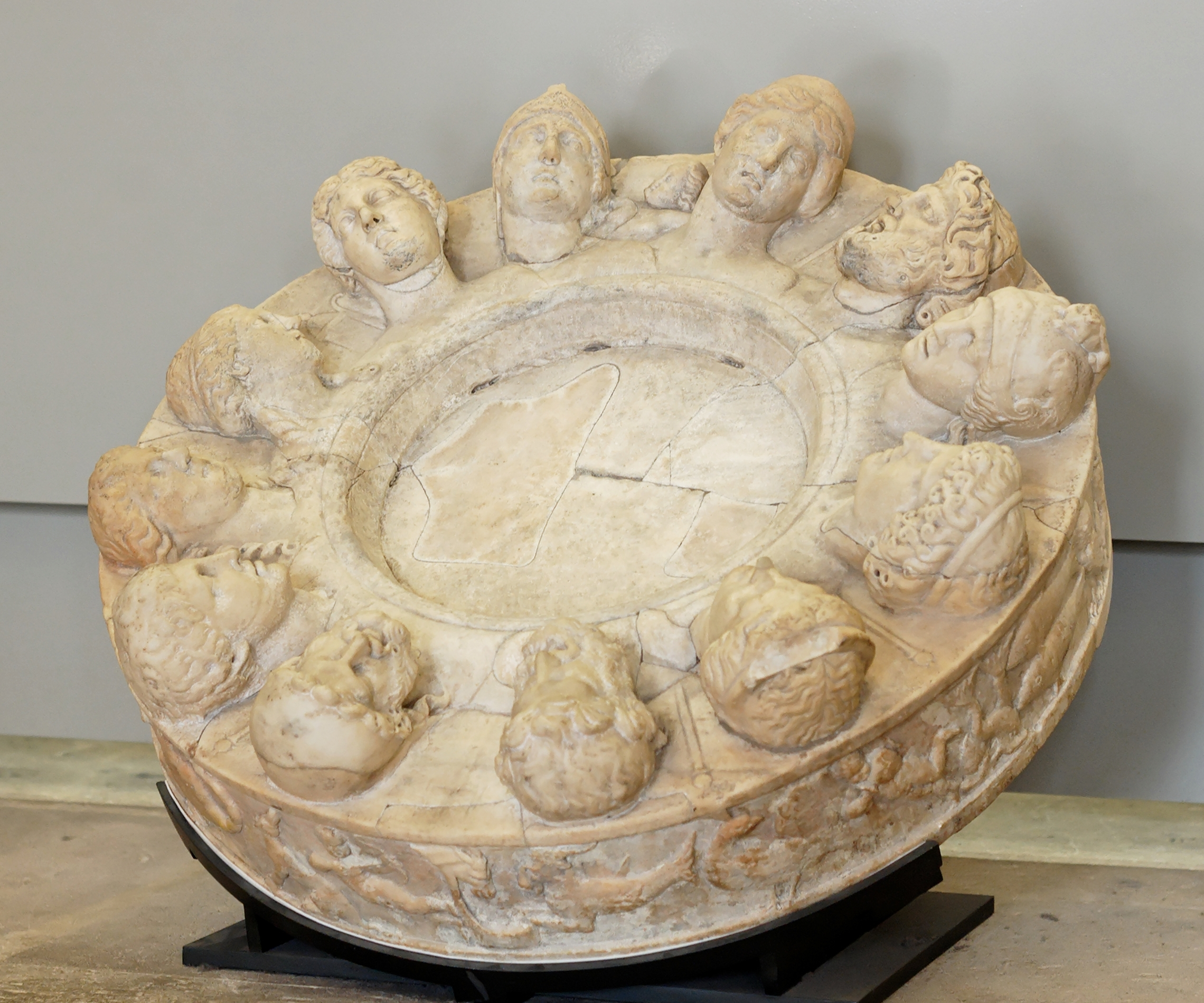
Oltář s podobiznami dvanácti bohů Dii Consentes, 1. století př. n. l.

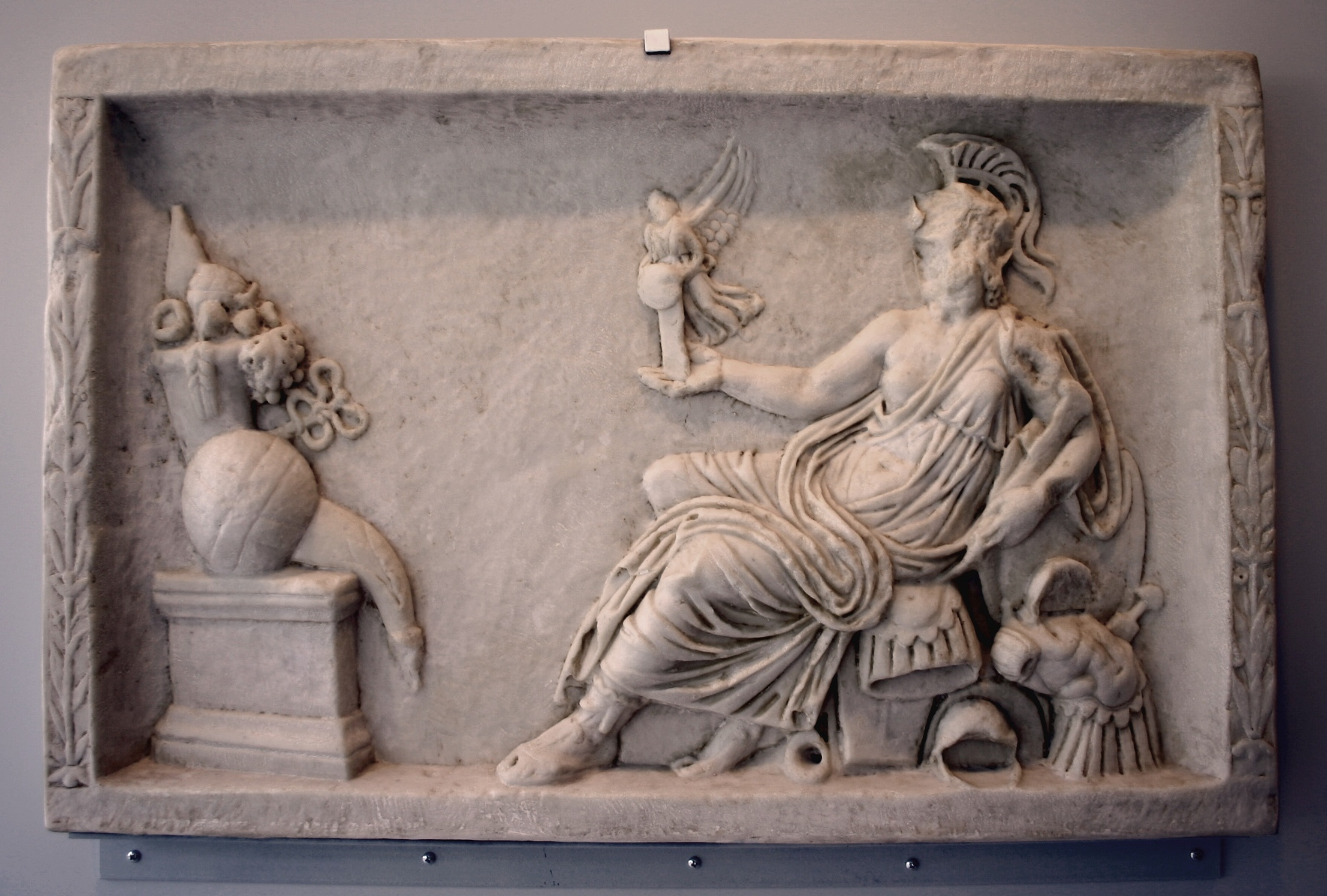
Dea Roma držící bohyni vítězství Victorii, před nimi je oltář s rohem hojnosti (cornu copiae)

### Di Flaminales

#### Tři římská božstva ctěná hlavnímiflaminy
- Jupiter
- Mars
- Juno

#### Dvanáct římských božstev ctěných nižšímiflaminy
| - Carmentis - Ceres - Falacer - Flora - Furrina - Palatua |  | - Pomona - Portunus - Vulcanus - Volturnus - jména dvou dalších božstev se nedochovala |

### Di selecti
| - Janus - Jupiter - Saturn - Genius - Mercury - Apollo - Mars - Vulcanus (Vulkán) - Neptun - Sol - Orcus |  | - Liber - Bakchus - Tellus (Terra Mater) - Ceres - Juno - Luna - Diana - Minerva - Venuše - Vesta |

### Sabinská božstva

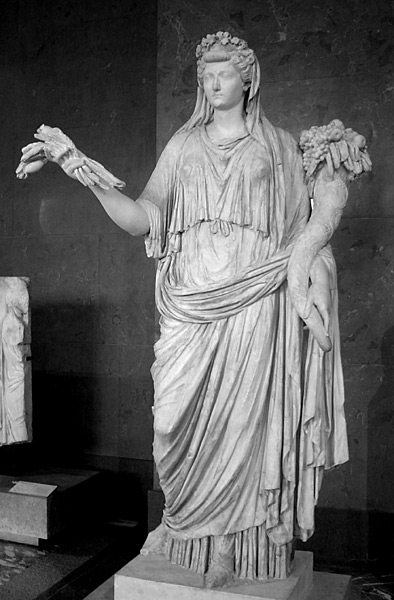
Livia, manželka Augusta, jako bohyně Ops

| - Feronia - Minerva - Novensides - Pales - Salus - Fortuna - Fons - Fides - Ops - Flora - Vediovis - Saturn |  | - Sol - Luna - Vulcanus (Vulkán) - Summanus - Larunda - Terminus - Quirinus - Vortumnus - Lares - Diana - Lucina |

## Rituály a znamení
- Auspicia
- Devotio
- Lectisternium
- Lustratio
- Spolia opima
- Triumf
- Ver sacrum

## Památky

sochy:
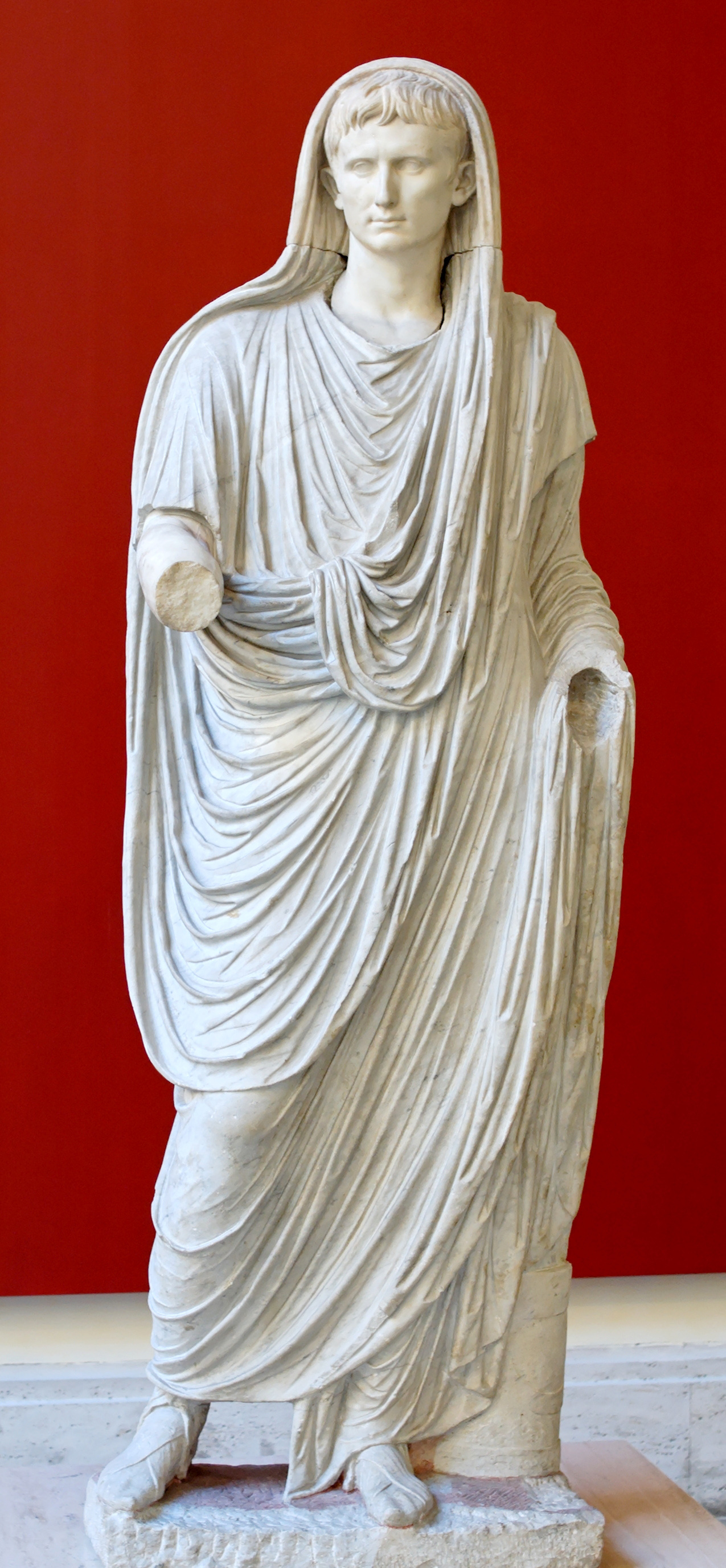
Augustus jako pontifex maximus
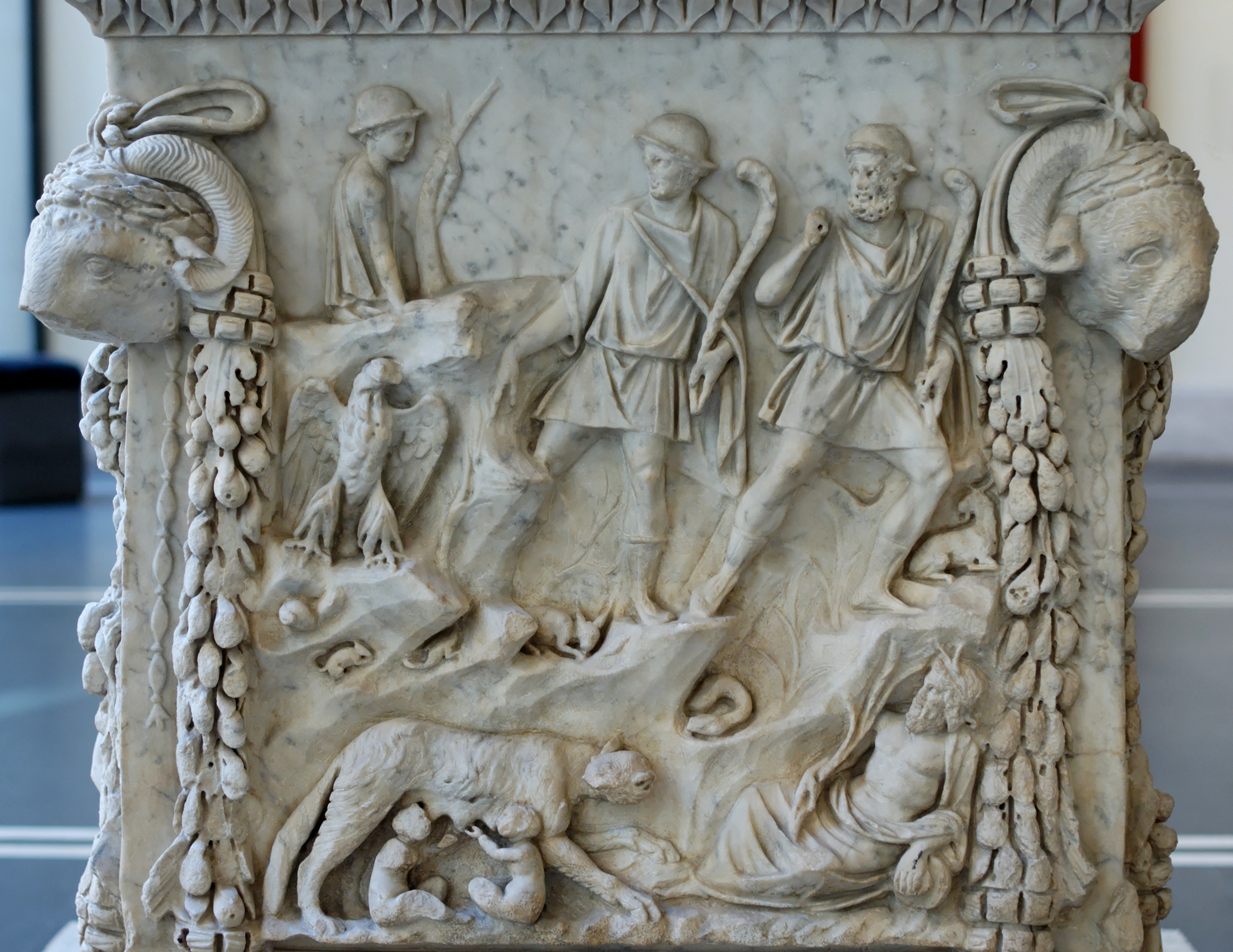
Reliéf s Venuší a Martem
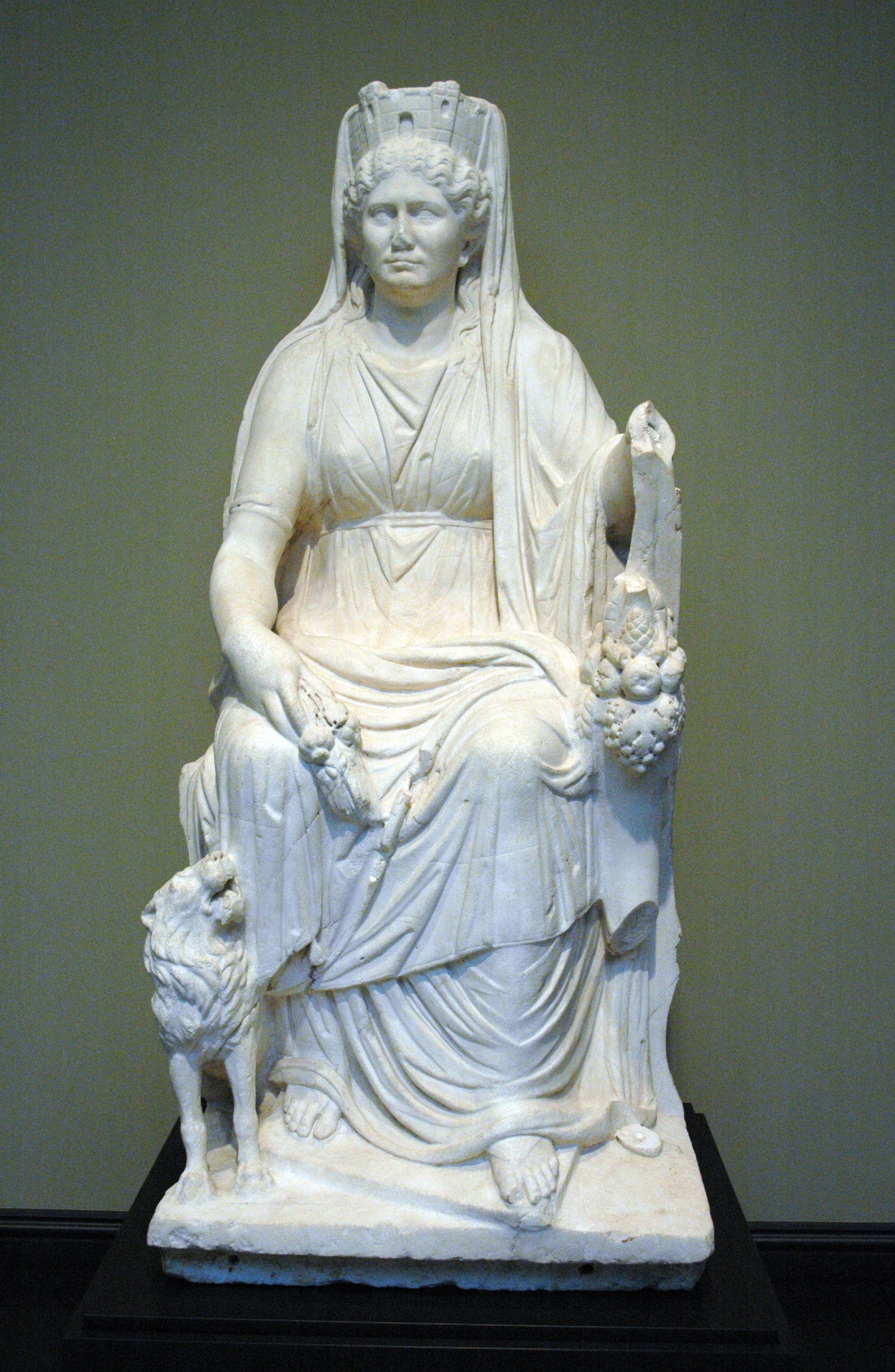
Bohyně Kybelé
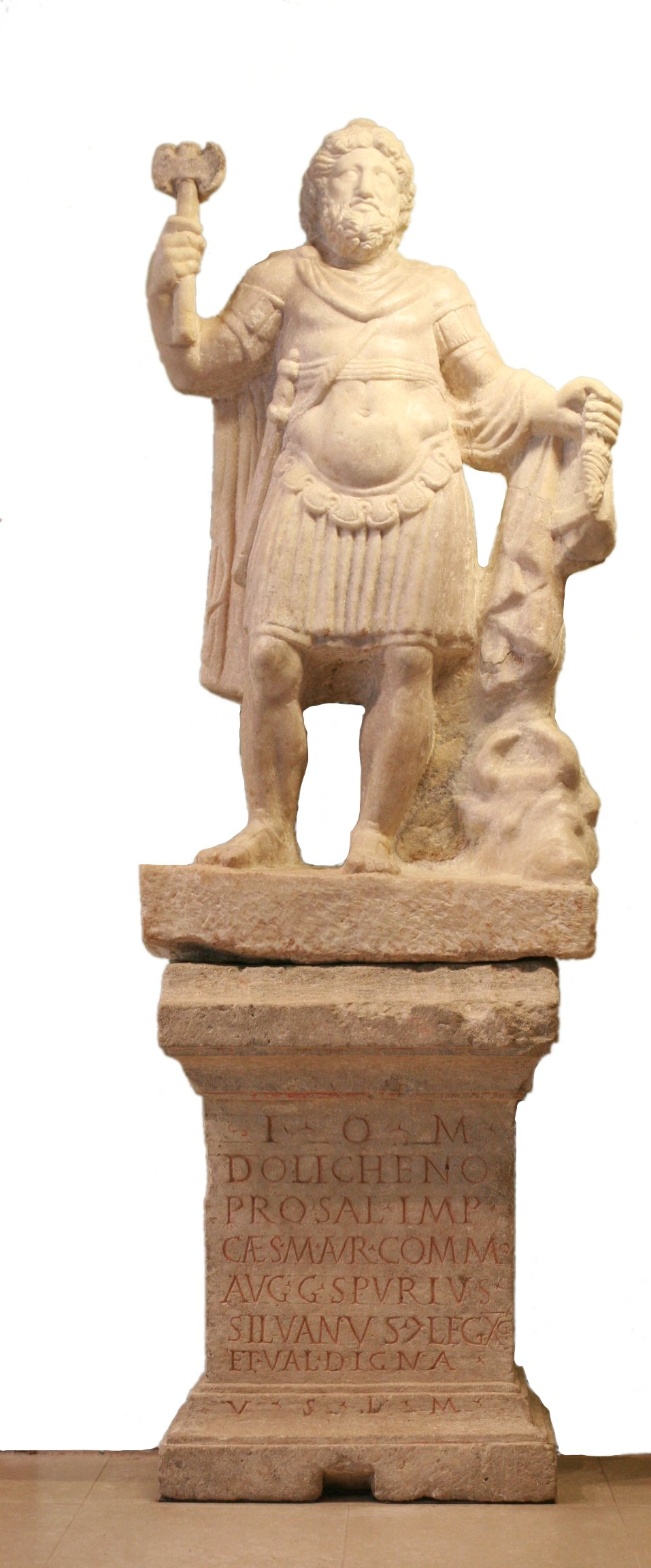
Jupiter Dolichenus
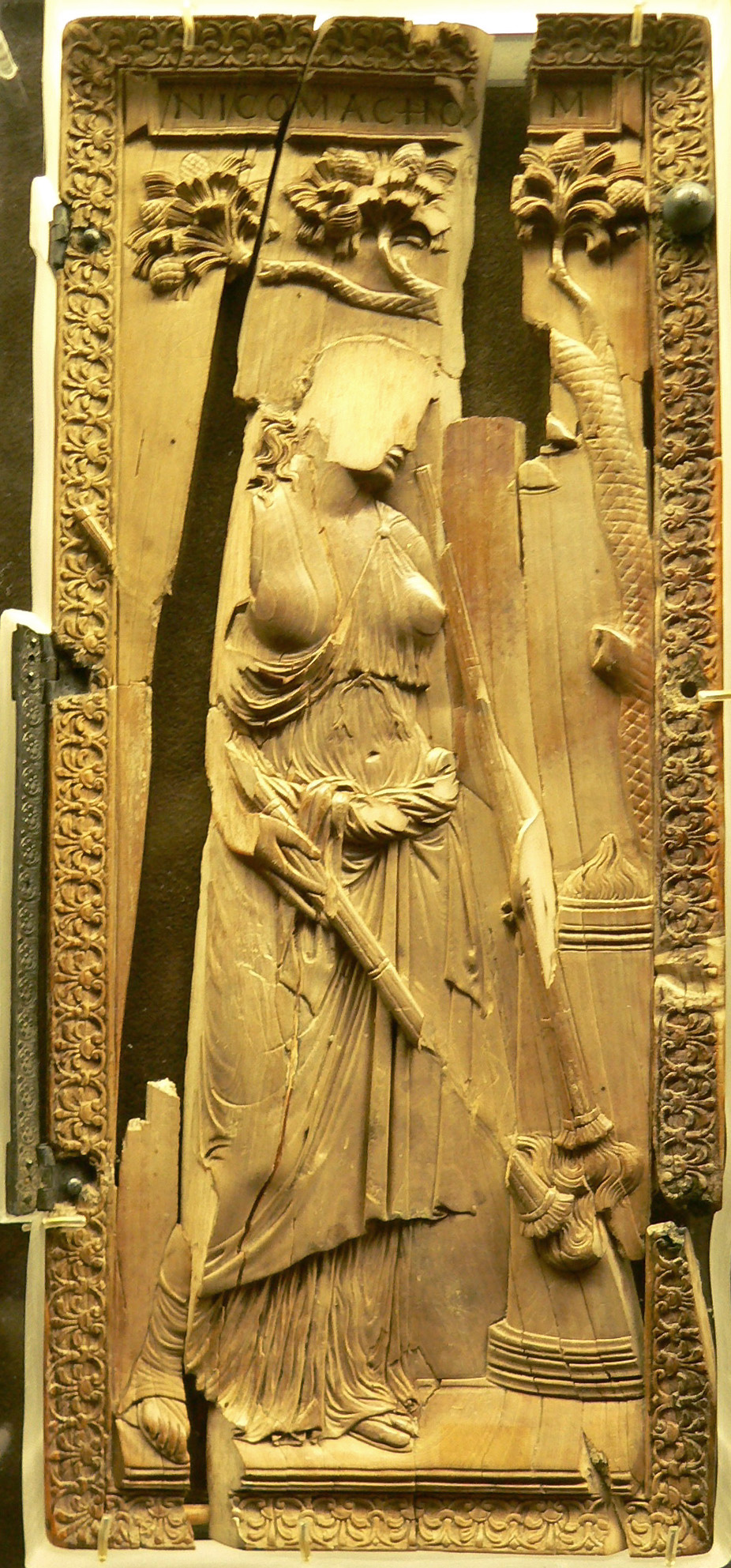
Slonovinový diptych s kněžkou bohyně Ceres

chrámy:
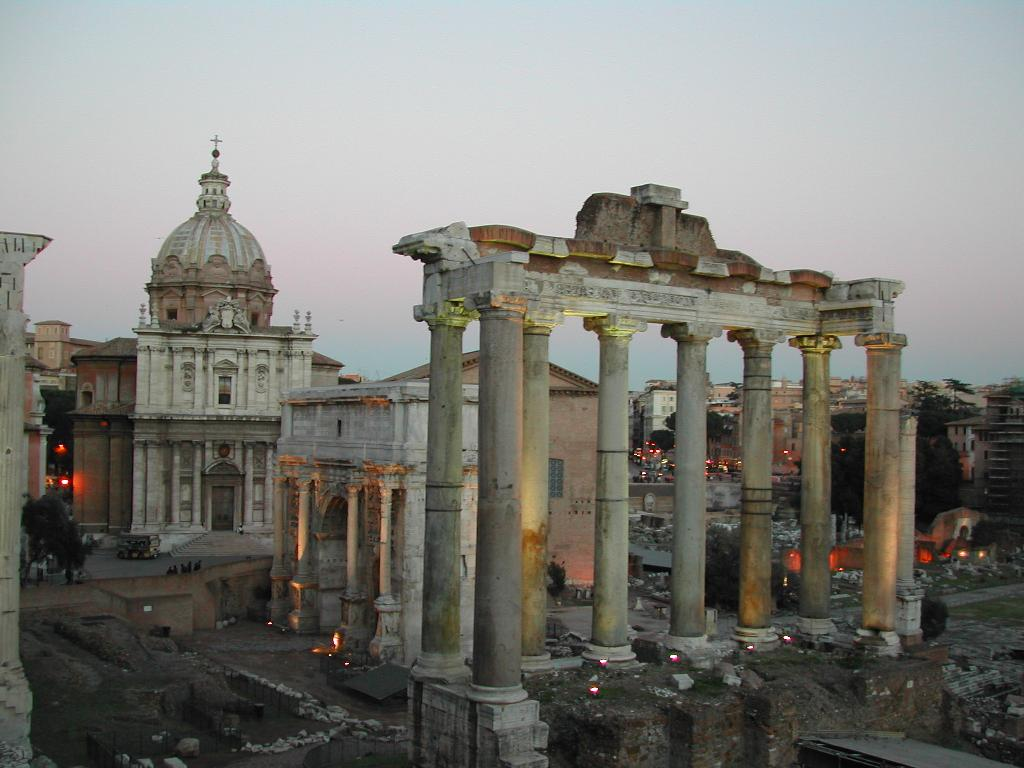
Dnešní Forum Romanum, pohled na pozůstatky Saturnova chrámu
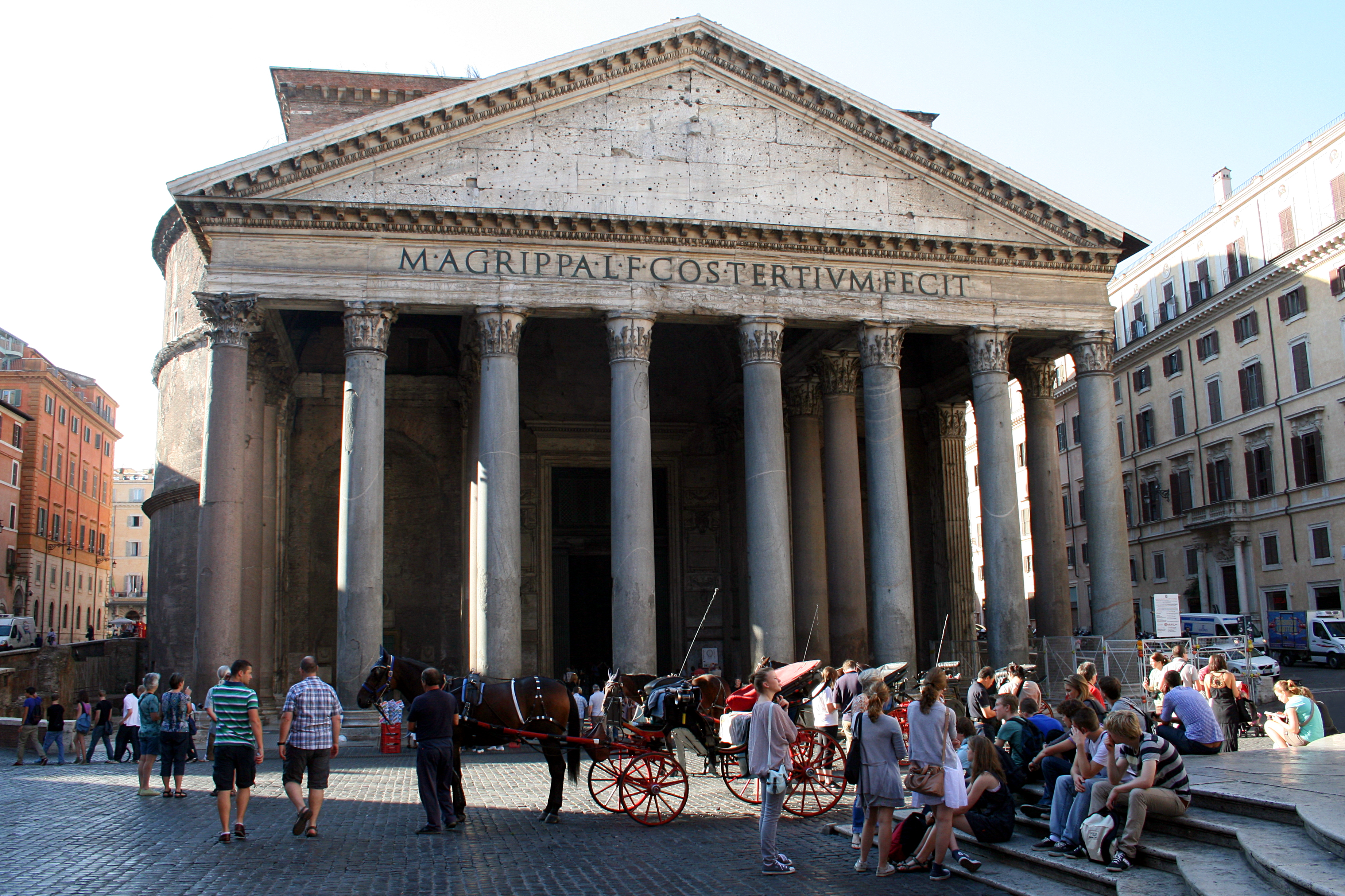
Římský Pantheon byl zasvěcen všem bohům. V roce 609 byl přeměněn na křesťanský a zasvěcen Panně Marii a mučedníkům. Patří k jedněm z nejzachovalejších chrámů.
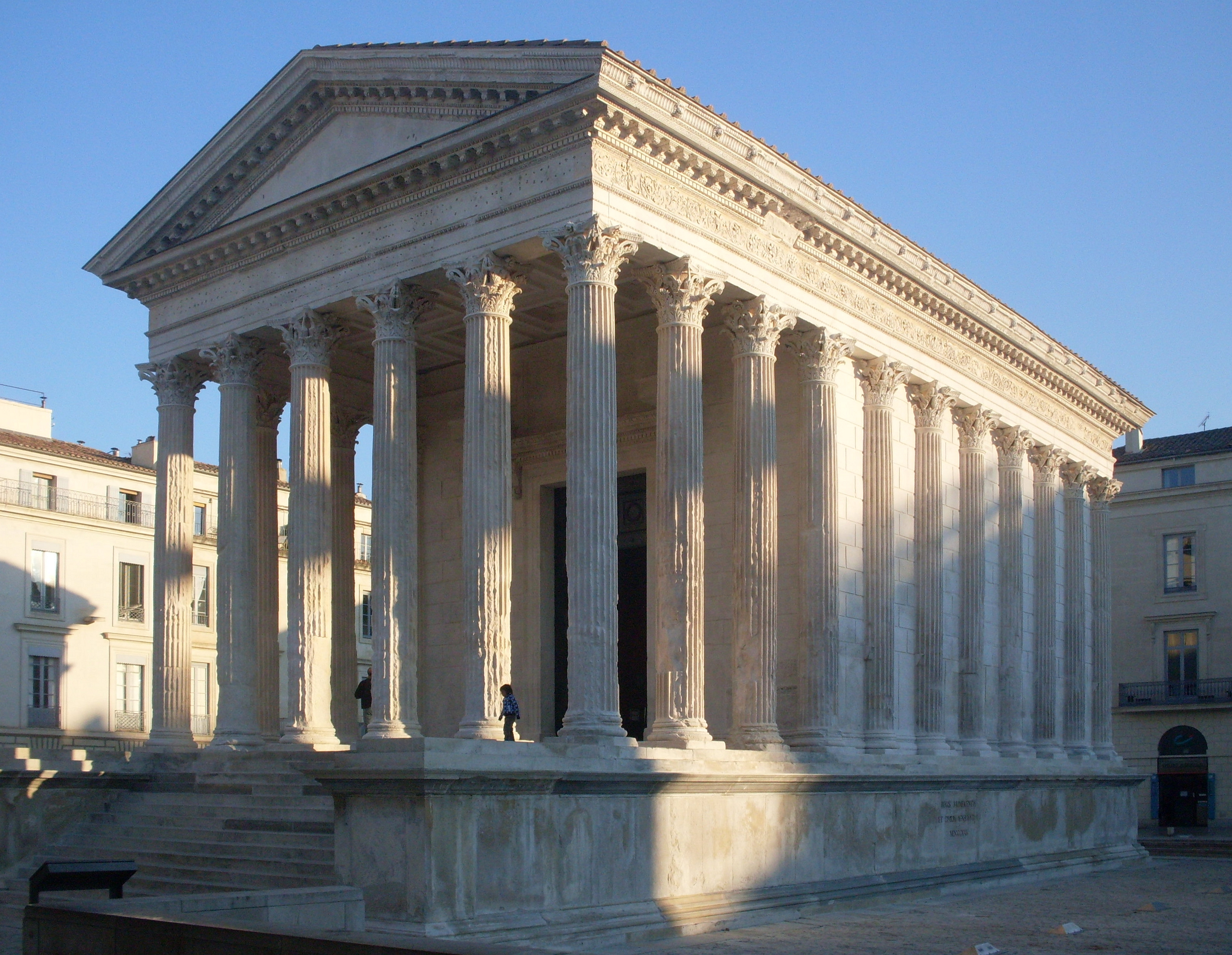
Maison carrée ve francouzském Nîmes je patrně nejlépe zachovalým antickým chrámem vůbec, zasvěcen byl císařskému kultu.
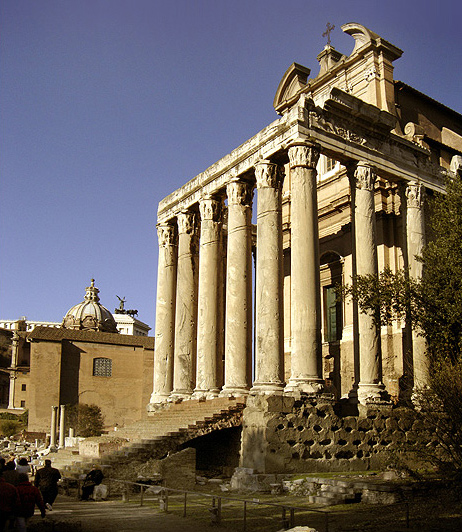
Pozůstatky chrámu Antonina a Faustiny v Římě
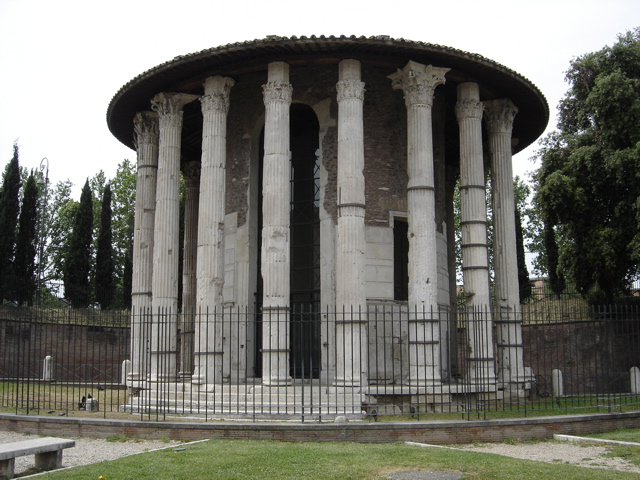
Herkulův chrám, Forum Boarium, Řím
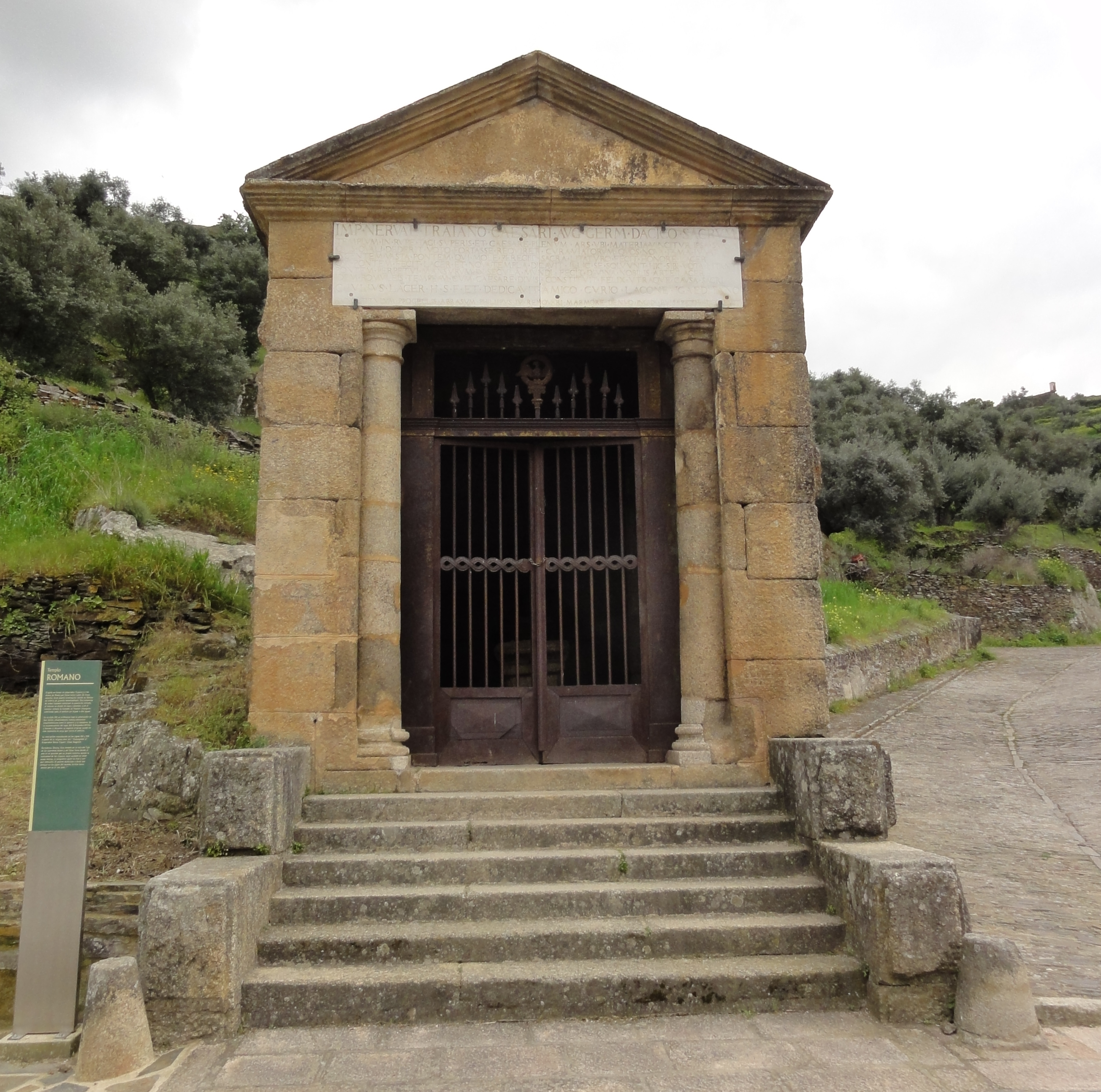
Římský chrám ve španělské Alcántaře
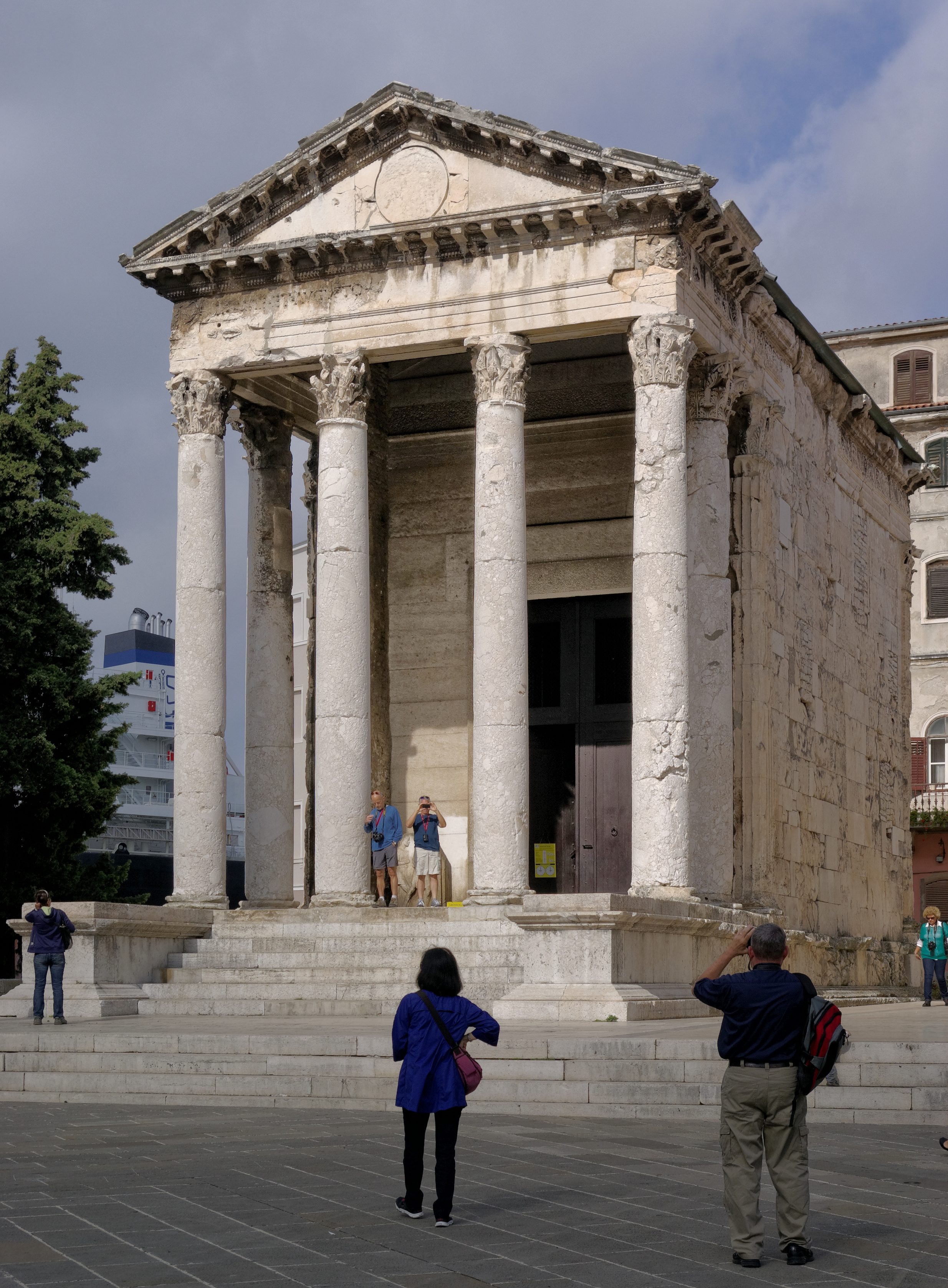
Augustův chrám císařského kultu v chorvatské Pule
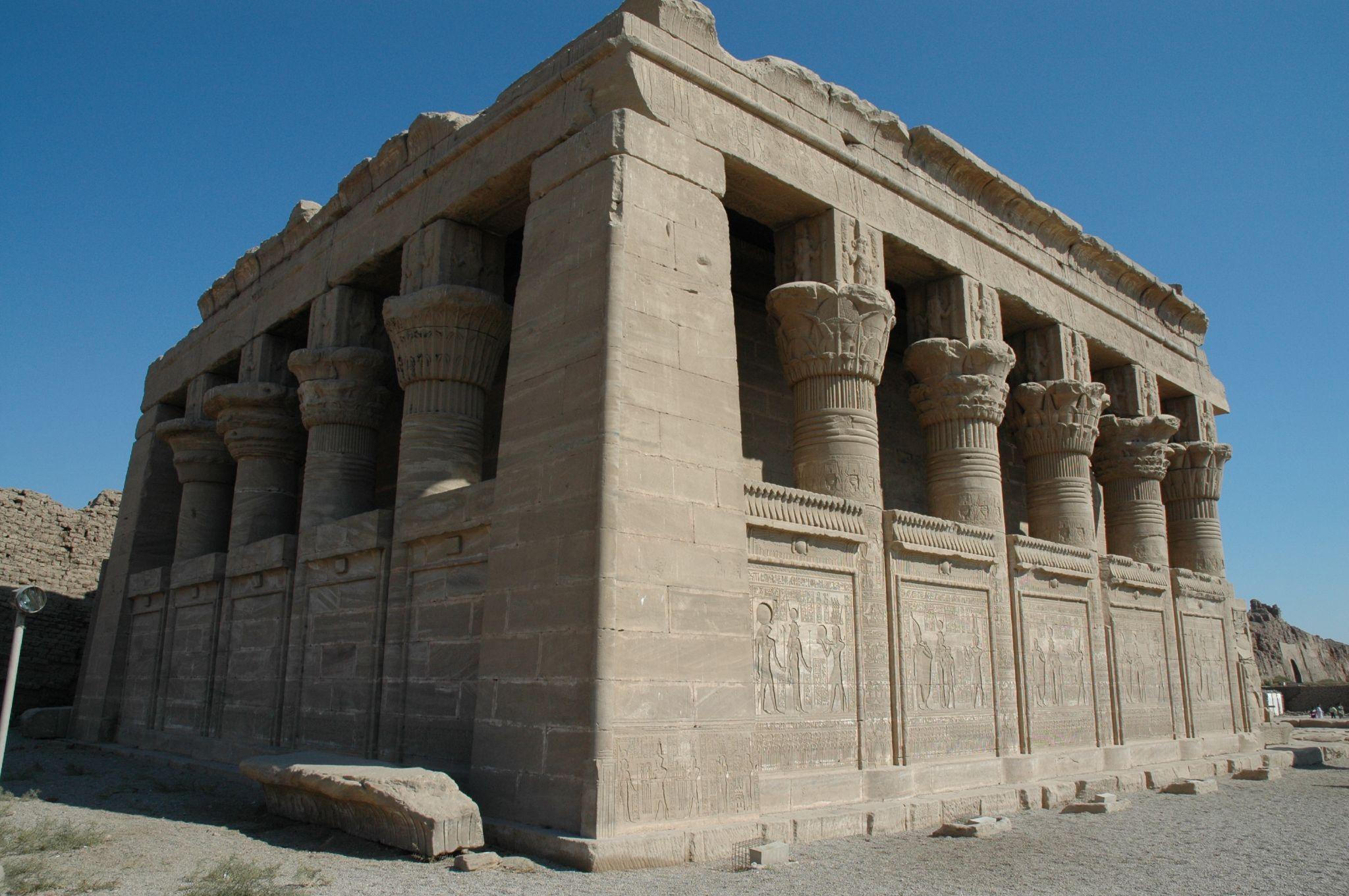
Římský chrám v egyptské Dendeře ve stylu staroegyptského chrámu mammisi
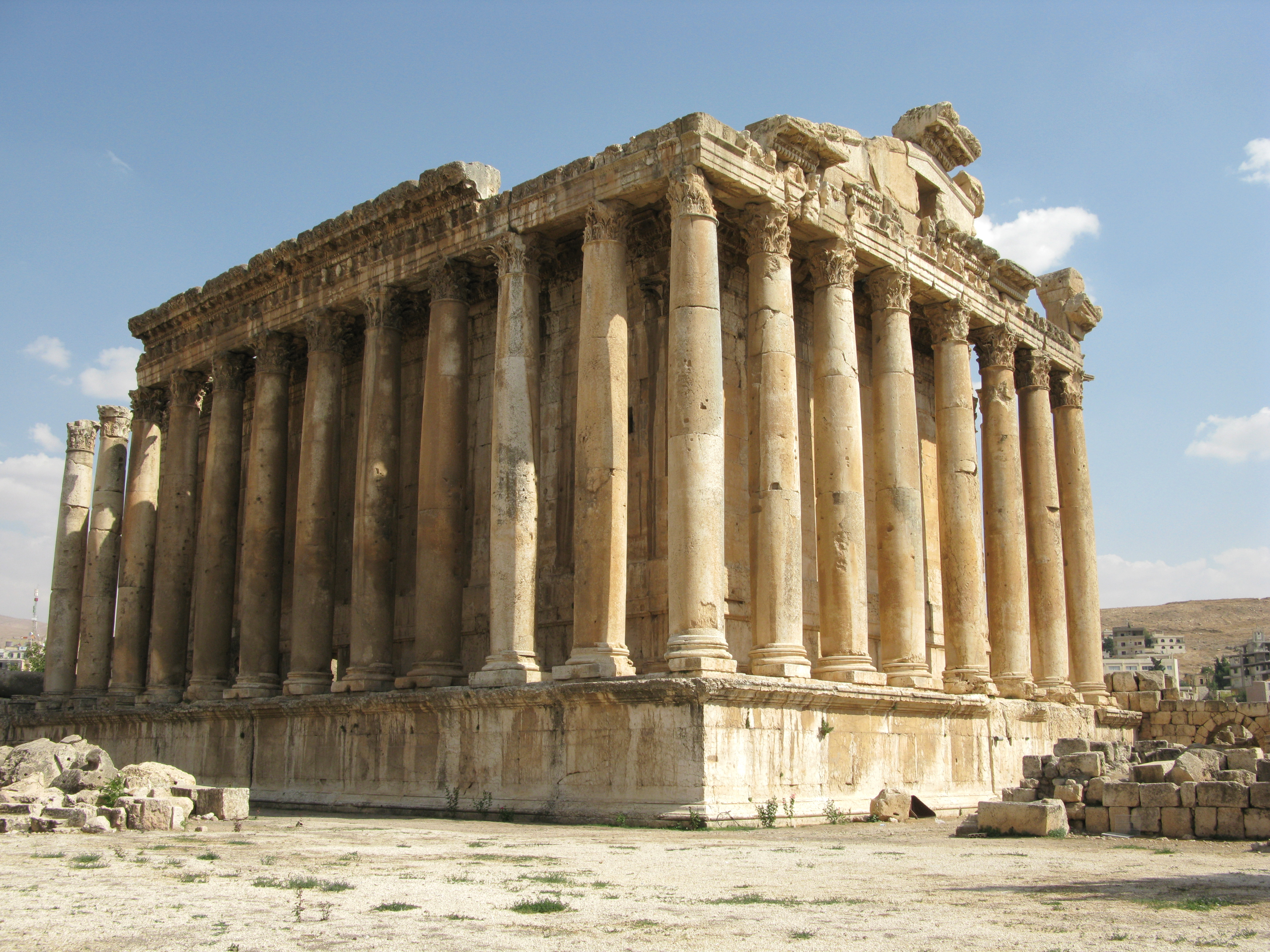
Bakchův chrám v libanonském Baalbeku
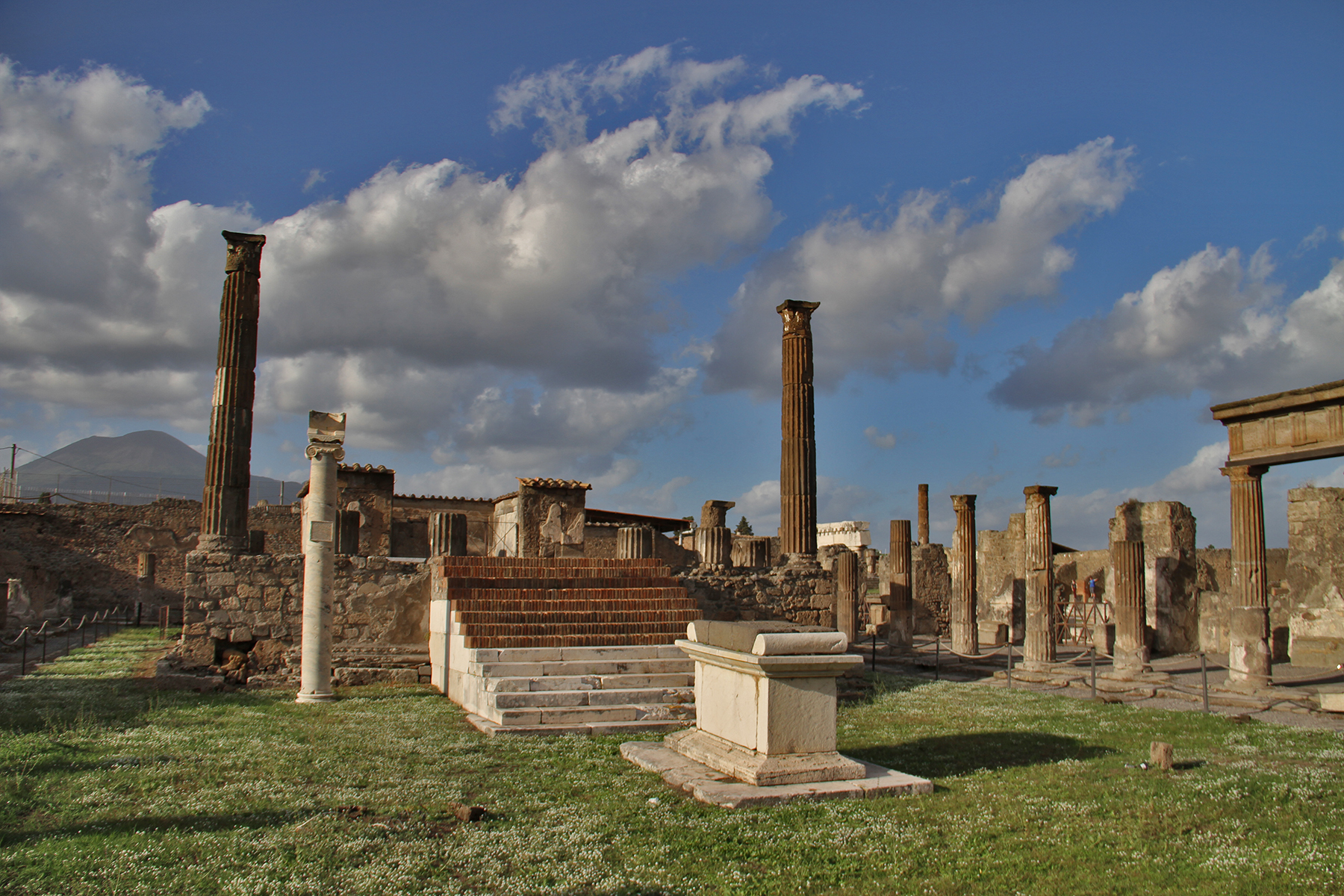
Pozůstatky Apollova chrámu v Pompejích